# Fontana (cráter)
Fontana es un cráter de impacto que se encuentra en la parte suroeste de la cara visible de la Luna, al sur del Oceanus Procellarum. Se encuentra al oeste-noroeste del cráter inundado de lava Zupus. A medio camino entre Fontana y Zupus aparece un sistema de rimas designado Rimae Zupus.
|  |

Se trata de un cráter de perfil de altura reducida, con un suelo interior que está marcado solamente por unos cuantos cráteres pequeños y por algunas crestas bajas en el suroeste. El brocal es estrecho y más o menos circular, con una curva hacia afuera en el extremo norte. Presenta una hendidura en la parte noreste del borde.

## Cráteres satélite
Por convención estos elementos son identificados en los mapas lunares poniendo la letra en el lado del punto medio del cráter que está más cerca de Fontana.
|         | \| Fontana \| Coordenadas \| Diámetro \| \| ------- \| ------------------------------ \| -------- \| \| A \| 15°42′S 56°06′O / -15.7, -56.1 \| 13 km \| \| B \| 15°30′S 56°18′O / -15.5, -56.3 \| 11 km \| \| C \| 12°48′S 57°06′O / -12.8, -57.1 \| 14 km \| \| D \| 17°00′S 57°18′O / -17.0, -57.3 \| 11 km \| \| E \| 17°36′S 57°54′O / -17.6, -57.9 \| 13 km \| \| F \| 16°12′S 59°54′O / -16.2, -59.9 \| 7 km \| \| G \| 16°00′S 59°12′O / -16.0, -59.2 \| 15 km \| \| H \| 14°00′S 57°54′O / -14.0, -57.9 \| 9 km \| \| K \| 13°12′S 57°18′O / -13.2, -57.3 \| 7 km \| \| M \| 17°12′S 57°30′O / -17.2, -57.5 \| 6 km \| \| W \| 17°12′S 58°18′O / -17.2, -58.3 \| 6 km \| \| Y \| 16°42′S 58°18′O / -16.7, -58.3 \| 5 km \| |          |
| Fontana | Coordenadas | Diámetro |
| A       | 15°42′S 56°06′O / -15.7, -56.1 | 13 km    |
| B       | 15°30′S 56°18′O / -15.5, -56.3 | 11 km    |
| C       | 12°48′S 57°06′O / -12.8, -57.1 | 14 km    |
| D       | 17°00′S 57°18′O / -17.0, -57.3 | 11 km    |
| E       | 17°36′S 57°54′O / -17.6, -57.9 | 13 km    |
| F       | 16°12′S 59°54′O / -16.2, -59.9 | 7 km     |
| G       | 16°00′S 59°12′O / -16.0, -59.2 | 15 km    |
| H       | 14°00′S 57°54′O / -14.0, -57.9 | 9 km     |
| K       | 13°12′S 57°18′O / -13.2, -57.3 | 7 km     |
| M       | 17°12′S 57°30′O / -17.2, -57.5 | 6 km     |
| W       | 17°12′S 58°18′O / -17.2, -58.3 | 6 km     |
| Y       | 16°42′S 58°18′O / -16.7, -58.3 | 5 km     |